# Ángeles González-Sinde Reig
Ángeles González-Sinde Reig (Madrid, 7 d'abril de 1965) és una guionista, directora cinematogràfica i escriptora espanyola; ha estat Ministra de Cultura d'Espanya.

## Biografia
Va néixer a la ciutat de Madrid l'any 1965 sent filla de José María González-Sinde. Va estudiar Filologia Clàssica a la Universitat Complutense i va fer un màster de Guió Cinematogràfic al American Film Institute Los Angeles, amb una beca Fulbright.

## Activitat professional
Va iniciar la seva activitat com a guionista de televisió i cinema, treballant amb directors com Ricardo Franco, Gerardo Vera, Manuel Gutiérrez Aragón i Gerard Herrero entre d'altres. L'any 2003 va debutar com a directora amb la pel·lícula La suerte dormida.
El desembre de 2006 es convertí en Presidenta de l'Acadèmia de les Artes i les Ciències Cinematogràfiques d'Espanya (AACCE) en substitució de Mercedes Sampietro. Des del seu càrrec ha condemnat durament les descàrregues il·legals de cinema mitjançant el sistema P2P per internet.
Com a escriptora González-Sinde va obtenir el Premi Edebé de Literatura Infantil el 2006 per Rosanda y el arte de birli birloque, i va ser finalista del Premi Planeta l'any 2013 amb la novel·la El buen hijo. El 2019 va publicar la novel·la Después de Kim.
També ha donat suport al Manifest per la llengua comuna.

## Activitat política
Sense afiliació política a cap partit, el 7 d'abril de 2009 fou nomenada Ministra de Cultura per part de José Luis Rodríguez Zapatero en substitució de César Antonio Molina. L'Asociación de Internautas (AI) va considerar el seu nomenament com una provocació de Zapatero a la comunitat d'internautes. Un dels arguments adduïts per aquesta associació per demanar la seva dimissió és que el seu nomenament contradiria les prescripcions de la Llei 5 / 2006, de 10 d'abril, de regulació dels conflictes d'interessos dels membres del Govern i dels alts càrrecs de l'Administració General de l'Estat. Ho va ser fins al 2011.

## Filmografia

### Com a guionista
- La casa de los líos —TV (1 episodi, 1996).
- La buena estrella (1997), de Ricardo Franco.
- Lágrimas negras (1998), de Ricardo Franco.
- Segunda piel (1999), de Gerardo Vera.
- Las razones de mis amigos (2000), de Gerardo Herrero.
- Antigua vida mía (2001), d'Héctor Olivera.
- Cuéntame cómo pasó —TV (2001).
- El misterio Galíndez (2003), de Gerardo Herrero.
- Manolito Gafotas (2004), d'Antonio Mercero.
- La suerte dormida (2003).
- La vida que te espera (2004), de Manuel Gutiérrez Aragón.
- La puta y la ballena (2004), de Luis Puenzo.
- Madrid 11M: Todos íbamos en ese tren (2004).
- Entre viure i somiar (2004), de Alfonso Albacete i David Menkes.
- Heroína (2005), de Gerardo Herrero.
- Los aires difíciles (2006), de Gerardo Herrero.
- Todos estamos invitados (2007), de Manuel Gutiérrez Aragón.
- Una palabra tuya (2008).

### Com a directora
- La suerte dormida (2003).
- Madrid 11M: Todos íbamos en ese tren (2004) — «Como los demás».
- Una palabra tuya (2008).

## Premis
- Premi Goya al millor guió original, La buena estrella, de Ricardo Franco (1997).
- Premi Goya a la millor direcció novell per La suerte dormida (2003).
- Premi Turia a la millor òpera prima per La suerte dormida (2004).
- XX Festival de Cine Español de Málaga, Millor guió per Heroína (2005), de Gerardo Herrero.